# Schwarzer Muskateller
Schwarzer Muskateller ist eine Rotweinsorte. Sie ging vermutlich aus einer Mutation des Gelben Muskatellers hervor. In Italien ist sie unter dem Namen Moscato nero in den Provinzen Asti, Alessandria und Cuneo zugelassen. In Griechenland liegt das Hauptverbreitungsgebiet der dort Moschomavro (griechisch: Μοσχόμαυρο) oder Moschato mavro genannten Sorte in den Regionalbezirken Kozani und Grevena in der Region Makedonien. In Westthrakien darf die Sorte dem Tafelwein Thrakiko beigegeben werden.
Die alte Sorte wurde bereits 1654 von Sir William Temple (1628–1699), einem englischen Diplomaten und Schriftsteller sowie Dienstherrn von Jonathan Swift, nach England eingeführt, wo die Sorte in Treibhäusern zum Verzehr als Tafeltraube gezogen wurde.

## Ampelographische Sortenmerkmale
In der Ampelographie wird der Habitus folgendermaßen beschrieben:
- Die Triebspitze ist offen. Sie ist leicht wollig behaart mit leicht rötlich-bronzefarbenem Anflug. Die bronzefarbenen Jungblätter sind schwach behaart und glänzend.
- Die mittelgroßen, dicken Blätter sind rundlich (meist länger als breit), fünflappig und deutlich gebuchtet. Die Stielbucht ist V-förmig offen. Das Blatt ist spitz gesägt. Die Zähne sind im Vergleich der Rebsorten mittelgroß. Die Blattoberfläche (auch Spreite genannt) ist leicht blasig.
- Die walzenförmige Traube ist kaum geschultert, groß, lang und mittel dichtbeerig. Die rundlichen bis leicht länglichen Beeren sind mittelgroß und von schwarzblauer Farbe. Die Schale der Beere ist dick. Das Aroma der saftigen Beere ist fein und verfügt über ein aromatisches Bukett mit ausgeprägtem Muskatgeschmack.

Die Rebsorte treibt früh aus und reift ca. 20 Tage nach dem Gutedel.

## Synonyme
Black Frontignan, Busuioaca, Busuioaca De Bohotin, Busuioaca Roza de Bohotin, Busuoaca Neagra, Caillaba, Caillaba Noir, Cayabe, Caylor Noir Musque, Cerni Muskat, Fekete Muskotaly, Frontignan Black, Frontignan Rot, Gaillaba, Gara Muscat, Gara Muskat, Jura Black Muscat, Kajyaba, Kayyaba, Mor Muscateller, Moscatel Galego, Moscatel Negro, Moscatel Tinto, Moscateller Nigra, Moscatello Nero, Moscato Greco Nero, Moscato Nero, Moschato Mavro, Muscat Caillaba, Muscat Calyaba, Muscat D’Eisenstadt, Muscat de Yura, Muscat du Jura, Muscat Gaillaba, Muscat Kaillaba, Muscat Mavro, Muscat Modry, Muscat Nero de Spania, Muscat Noir, Muscat Noir A Petits Grains, Muscat Noir D’Eisenstadt, Muscat Noir du Jura, Muscat Noir Ordinaire, Muscat Rouge, Muscat Violet, Muscat Violet de Madeira, Muscat Zerni, Muscateller, Muskat Cerni, Muskat Chernyi, Muskat Chernyi Kalyabskii, Muskat Kalyaba, Muskat Modry, Muskat Modry Malozrnny, Muskateller Blau, Muskateller Grau, Muskateller Schwarz, Muskateller Schwarzblau, Muskotaly Kek, Noir de Thyra, Qara Muskat, Rother Frontignan, Schmeckende Schwarz, Schwarze Schimeckende, Schwarzer Muskateller, Schwarzer Weihrauch, Tamaioasa Vanata de Bohotin, Weihrauch Schwarz
- Schwarzer Muskateller in der Datenbank Vitis International Variety Catalogue des Instituts für Rebenzüchtung Geilweilerhof (englisch)